# کلئو از ۵ تا ۷
کلئو از ۵ تا ۷ (فرانسوی: Cléo de 5 à ۷‎) فیلمی در ژانر درام به کارگردانی آنیس واردا است که در سال ۱۹۶۲ منتشر شد. از بازیگران آن می‌توان به میشل لوگران اشاره کرد.
در نظرسنجی سال ۲۰۲۲ نشریه سایت‌اندساوند این فیلم در لیست منتقدان در رتبه چهاردهم و در لیست کارگردان‌ها در لیست پنجاه و سوم قرار گرفت.

## داستان
فیلم یک خواننده جوان، به نام کلئو ویکتورا را از ساعت ۵ تا ۶:۳۰ بعد از ظهر ۲۱ ژوئن دنبال می‌کند. روزی که او باید برای گرفتن جواب آزمایشش پیش دکتر برود.